# Scrittura dongba

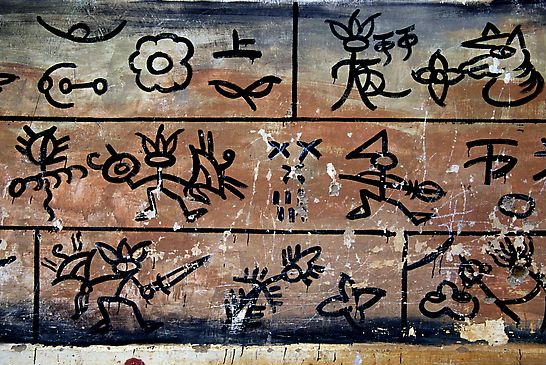
Pannello Naxi con pittogrammi

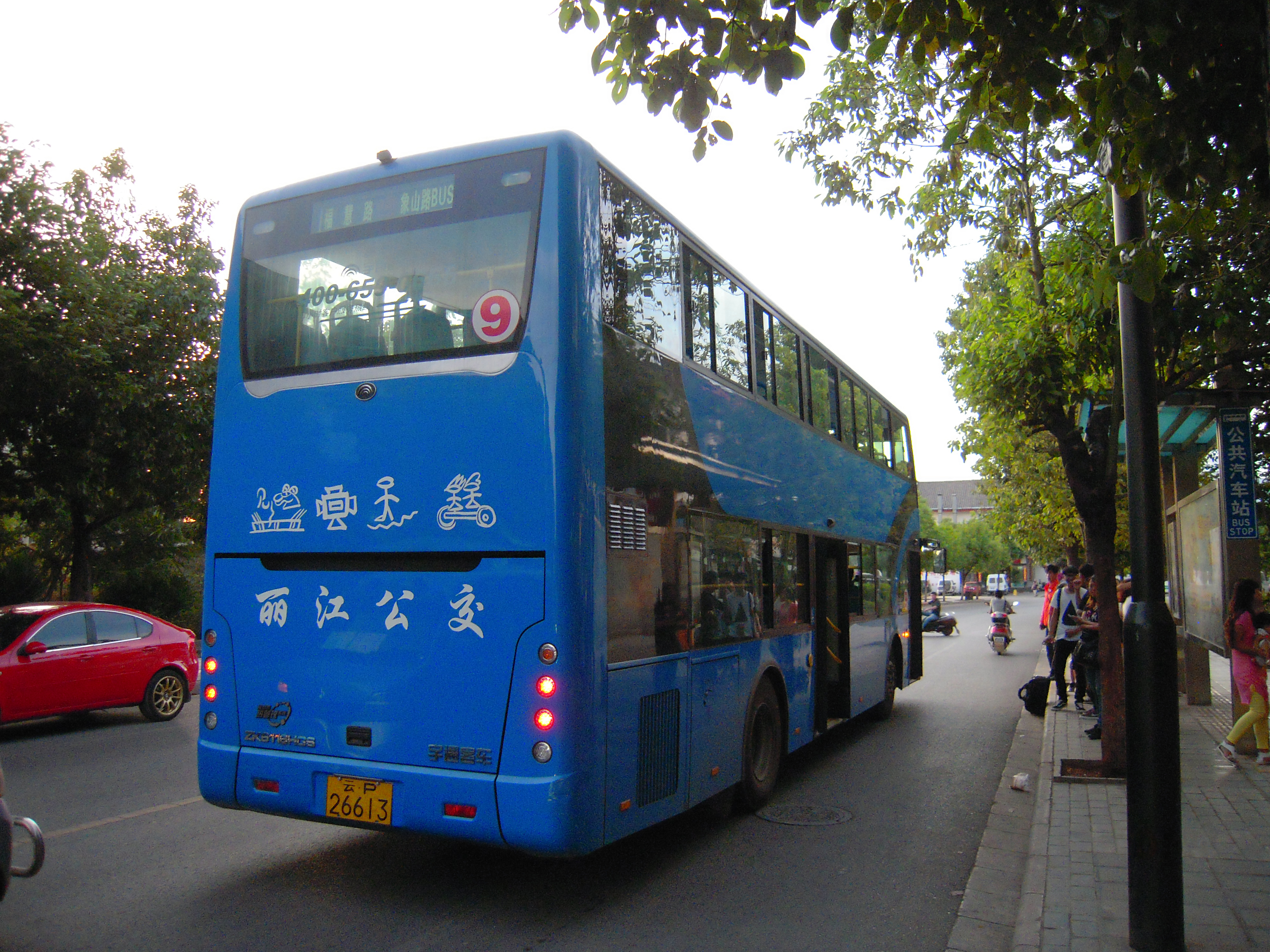
Pittogrammi dongba su un autobus della città di Lijiang

Il popolo naxi è depositario dell'unica scrittura pittografica ancora oggi vivente, il cui nome dongba deriva dall'omonima tradizione religioso-sciamanica, alle cui cerimonie e rituali è dedicata la stragrande maggioranza dei testi manoscritti.

## Analisi strutturale dei pittogrammi

### I pittogrammi semplici
Il sistema di scrittura pittografico presenta un congruo numero di pittogrammi "semplici", ossia significanti che rappresentano un'unica entità, come un oggetto, una pianta, un animale, una realtà della natura, un uomo, oppure una parte o un dettaglio dei precedenti.
Spesso ad ogni singolo pittogramma semplice non corrisponde né una ed una sola lettura (polifonia) né un solo significato (polisemia).

### I pittogrammi composti
Più pittogrammi semplici possono essere accostati per la composizione di un'unità pittografica complessa detta pittogramma composto.

### I pittogrammi di fusione
L'accostamento di più pittogrammi spesso si esaspera con il contatto o l'inscrizione delle diverse unità grafiche intorno ad un nucleo significante principale, con la creazione dei cosiddetti pittogrammi di fusione.